# Beljaschi
Beljaschi (russisch Беляши) auch Dschasator (russisch Джазатор) ist ein Dorf in der Republik Altai mit 1292 Einwohnern (Stand 2016).

## Etymologie
Der Name Beljaschi bedeutet wörtlich übersetzt so viel wie „kleines Tal“. Der Name Dschasator dagegen leitet sich vom gleichnamigen Fluss ab, welcher wiederum aus dem tatarischen wörtlich so viel wie „breit im hohen Teil des Tales“ bedeutet.

## Bevölkerung
| Jahr | Einwohner |
| ---- | --------- |
| 2002 | 1305      |
| 2010 | 1379      |
| 2011 | 1384      |
| 2012 | 1363      |
| 2013 | 1349      |
| 2014 | 1339      |
| 2015 | 1310      |
| 2016 | 1292      |

Nach Angaben der Volkszählung 2002 bestand die Bevölkerung zu 70 % aus Kasachen.

## Infrastruktur
2007 wurde am Fluss Tjuni ein Wasserkraftwerk errichtet.